# NGC 1821
NGC 1821 ist eine Irreguläre Galaxie vom Hubble-Typ IBm im Sternbild Lepus am Südsternhimmel. Sie ist schätzungsweise 155 Millionen Lichtjahre von der Milchstraße entfernt und hat einen Durchmesser von etwa 60.000 Lichtjahren.

Im selben Himmelsareal befindet sich u. a. die Galaxie NGC 1832.
Die Typ-IIn-Supernova SN 2002bj wurde hier beobachtet.
Das Objekt wurde am 26. Dezember 1885 von Francis Preserved Leavenworth mithilfe eines 18,7-Zoll-Teleskops entdeckt.